# Europäisches Olympisches Sommer-Jugendfestival 2025/Kanuslalom
Die Wettkämpfe im Kanuslalom beim Europäischen Olympischen Sommer-Jugendfestival 2025 in Skopje fanden am 24. Juli 2025 statt. Es war dies das erste Mal, dass Kanuslalom Teil eines Europäischen Olympischen Sommer-Jugendfestivals war.
Es wurden je ein Wettkampf im Einer-Kajak bzw. Canadier für Jungen und Mädchen ausgetragen.

## Bilanz

### Medaillenspiegel
| Platz  | Land        | Gold | Silber | Bronze | Gesamt |
| ------ | ----------- | ---- | ------ | ------ | ------ |
| 1      | Polen       | 2    | –      | –      | 2      |
| 2      | Tschechien  | 1    | –      | 1      | 2      |
| 3      | Frankreich  | 1    | –      | –      | 1      |
| 4      | Italien     | –    | 1      | –      | 1      |
| 4      | Österreich  | –    | 1      | –      | 1      |
| 4      | Schweiz     | –    | 1      | –      | 1      |
| 4      | Slowakei    | –    | 1      | –      | 1      |
| 8      | Spanien     | –    | –      | 2      | 2      |
| 9      | Deutschland | –    | –      | 1      | 1      |
| Gesamt | Gesamt      | 4    | 4      | 4      | 12     |

### Medaillengewinner
| Disziplin           | Gold               | Silber           | Bronze         |
| ------------------- | ------------------ | ---------------- | -------------- |
| Jungen              |                    |                  |                |
| K1 – Einer-Kajak    | Marek Kulczycki    | Max Steinbrenner | Johann Schmidt |
| C1 – Einer-Canadier | Léo Royé           | Dennis Fina      | Matěj Kvapil   |
| Mädchen             |                    |                  |                |
| K1 – Einer-Kajak    | Barbora Ondráčková | Zara Zahorská    | Ainhoa Segura  |
| C1 – Einer-Canadier | Patrycja Iwaniec   | Florance Moinian | Ainhoa Segura  |